# Harry F. Noller
Harry F. Noller (né le 10 juin 1939) est un biochimiste américain et, depuis 1992, directeur du Centre de biologie moléculaire de l'ARN de l'Université de Californie à Santa Cruz. Il apporte d'importantes contributions à notre compréhension du ribosome et est membre de l'Académie nationale des sciences.

## Biographie
Noller est originaire d'Oakland, en Californie. Il obtient son baccalauréat en biochimie à l'Université de Californie à Berkeley en 1960 et son doctorat en chimie de l'Université de l'Oregon en 1965. Il effectue des travaux post-doctoraux au Conseil de la recherche médicale à Cambridge et à l'Institut de biologie moléculaire de l'Université de Genève.
Noller rejoint la faculté de l'Université de Californie à Santa Cruz en 1968. Au cours de ses décennies d'étude de la machinerie de traduction moléculaire de la cellule, il apporte des contributions fondamentales à la compréhension de la structure et de la fonction de l'usine de synthèse des protéines de la cellule, le ribosome. Parmi ces contributions, notons la démonstration que le ribosome est un ribozyme et la résolution des premières structures cristallines à résolution moléculaire pour des ribosomes complets,,.
Noller est élu à l'Académie nationale des sciences en 1992. Il reçoit des prix de la Fondation Paul Ehrlich en 2006 et de la Fondation Gairdner en 2007,. Il remporte un Breakthrough Prize en 2016.